# The Last Night
The Last Night — будущая компьютерная игра в жанре платформер, разрабатываемая британской студией Odd Tales. Игра была первоначально анонсирована в 2014 году и разрабатывалась для Windows и Xbox One. Игра использует детализированную двухмерная пиксельную графику. Действие The Last Night происходит в высокотехнологичном «посткиберпанковском» мегаполисе, где всю работу выполняют машины, а людям не нужно ни о чём заботиться. Её геймплей должен быть схож с играми в духе Flashback и Oddworld, поощряя исследование мира и эксперименты. В 2017 году глава студии Тим Соре также стал мишенью для публичной критики из-за старых публикаций в сети в поддержку Геймергейта. На 2025 год у игры нет определённой даты выхода.

## Игровой процесс и сюжет
The Last Night представляет собой «кинематографический платформер» с боковой прокруткой. Разработчики также описывали её как «кинематографическую приключенческую игру» и отмечали, что она ближе к играм в духе Flashback и Oddworld, чем к серии Mario. The Last Night должна поощрять исследование мира и экспериментирование. Игровой процесс должен содержать стрельбу и использование укрытий, а также стелса. В течение игры игровой персонаж должен управлять автомобилями, взламывать дроны, спорить с неигровыми персонажами, иногда убегать от них или стрелять. В игре должны быть разветвляющиеся диалоги, которые могут пойти одним или другим образом в зависимости от действий игрока. Персонаж должен постоянно находиться под прямым управлением игрока, в то время как мир вокруг героя живёт собственной жизнью.
Действие The Last Night происходит в «посткиберпанковском» городе-мегаполисе, переживающем «эпоху досуга»: искусственный интеллект превзошёл человеческий, всю работу, в том числе творческую, выполняют компьютеры и машины, люди живут на безусловный базовый доход и ни о чём не заботятся. Их жизнь определяется тем, что они потребляют, а не тем, что они создают. Компания-издатель Raw Fury в 2017 году описывала мир игры как «посткиберпанк» — «не антиутопия, но альтернативное направление движения общества». Главный герой Чарли, «гражданин второго класса» из-за несчастного случая, произошедшего с ним в детстве, не может использовать кибернетические аугментации и вести такую же «геймифицированную» жизнь, как окружающие. В начале игры Чарли погружён в апатию и считает окружающий мир бессмысленным, но получает рискованную возможность взять всё в свои руки.

## Разработка
Прообразом The Last Night стала короткая браузерная игра под тем же названием, которую разработчики — братья Тим и Адриен Соре — создали в рамках геймджема Cyberpunk Jam, тематически посвящённого киберпанку. Этот геймджем проходил в июне 2014 года и занимал шесть дней. В число других заявок на этом же самом геймджеме входила и будущая VA-11 Hall-A: Cyberpunk Bartender Action. Разработчики описывали общую концепцию игры словами «„Бегущий по лезвию“ + вкусные пиксели», отмечая влияние игр-платформеров Flashback, Another World и Oddworld: Abe's Oddysee. Братья Соре в это время жили в Париже и разрабатывали инди-игру Behind Nowhere, тоже платформер с боковой прокруткой, которую описывали как «тёмное фэнтези, вдохновлённое Studio Ghibli». Участие в геймджеме для них было способом отдохнуть и отвлечься от рутины. Они не рассчитывали на победу, но браузерная The Last Night победила и в общем зачёте конкурса среди 265 игр, и в номинации «эстетика». Для геймджема братья Соре выбрали стиль пиксельной графики в духе игр Gods Will Be Watching и Superbrothers: Sword & Sworcery EP — сильно пикселизованных персонажей с длинными тонкими ногами было проще анимировать. Версия игры, созданная в рамках геймджема, была выложена для свободного скачивания на платформе itch.io. Прохождение браузерной The Last Night занимает всего две минуты — это просто прогулка персонажа по железнодорожной станции. В конце пути другой персонаж сообщает протагонисту, что он «опоздал». Игра привлекла интерес прессы, особо хвалившей визуальное оформление — журналисты считали, что The Last Night как нельзя лучше передаёт атмосферу «Бегущего по лезвию» и других киберпанковских миров.
Победа на геймджеме окрылила братьев, они решили «поставить на паузу» Behind Nowhere и превратить The Last Night в полноценную игру. Они основали студию Odd Tales и набрали в неё нескольких сотрудников. По сравнению с игрой-прототипом в The Last Night должна быть намного более детально прорисованная пиксельная графика с реалистичными пропорциями персонажей. Чтобы сделать анимацию героев более реалистичной, братья записывали на видео собственные движения и переносили их в игру. В октябре 2014 года братья объявили о намерении выпустить игру на платформах Windows и PlayStation 4 с ориентировочной датой релиза в 2016 году. В декабре 2016 года Адриен Соре покинул студию, решив сосредоточиться на собственной карьере. В 2017 году Тим Соре заявлял, что делает «чувственную» игру, пытающуюся передать ощущение «сенсорной перегрузка» — похожего на сон наяву состояния, в которое человек может погрузиться в большом городе: вокруг так много вещей, которые можно увидеть и почувствовать. Эта «перегрузка» должна была касаться не только визуальной части игры, но и геймплея: на экране должно одновременно присутствовать большое количество людей, предметов, дверей магазинов, в которые можно зайти.
В феврале 2017 года Odd Tales заключила договор с компанией Raw Fury, которая должна была выпустить игру как издатель. The Last Night была представлена на выставке Electronic Entertainment Expo 2017 — в это время её обещали выпустить для Windows и Xbox One, причём для Xbox игра должна была стать «консольным эксклюзивом». В это время её предполагалось выпустить в 2018 году. В январе 2019 года Тим Соре объявил, что студия столкнулась с крупными финансовыми и юридическими трудностями и пытается собрать деньги на продолжение разработки. В 2021 году Raw Fury объявила о прекращении сотрудничества с Odd Tales. Студия продолжила работу над игрой без участия издателя. По словам Тима Соре, он не раз отклонял предложения продать студию или права на игру в обмен на миллионные инвестиции — Odd Tales хотела бы сохранить независимость. В 2024 году разработчики опубликовали 30-минутный ролик об архитектуре игры, показывая, что разработка The Last Night продолжается.

### Скандал с твитами Соре
В июне 2017 года, когда The Last Night была представлена на выставке Electronic Entertainment Expo 2017 и пользовалась большим интересом СМИ, внимание общественности привлекли старые высказывания Тима Соре в социальных сетях и на интернет-форумах, сделанные около 2014 года и позже — высказывания в поддержку движения Геймергейт и антифеминистские заявления. В более новых рекламных материалах самой игры тоже проскакивали выражения, которые критики Соре в социальных сетях считали проявлением тех же самых про-геймергейтерских взглядов — например, выражения «гражданин второго класса» и «геймифицированное существование». Согласно формулировке Эрика Франсиско из журнала Inverse, главный герой игры Чарли «бунтует» против «социалистических» идей вроде безусловного базового дохода или права людей не работать, обеспеченного полной автоматизацией. Описывая скандал, Франсиско иронически применял к разработчику интернет-мем Milkshake Duck — о чём-то поначалу крайне популярном, но быстро теряющем эту популярность из-за обнародования какого-то постыдного прошлого. Соре опубликовал заявления о том, что его взгляды за прошедшие годы изменились, что он поддерживает равенство и инклюзивность, и что The Last Night ни в коем случае не пытается продвигать какие-либо «реакционные» идеи. Соре принес извинения и со сцены перед аудиторией на E3 2017 — по его словам, старые твиты «не выражают того, кем я являюсь сейчас или о чём должна быть The Last Night». Издатель Raw Fury также выступал с заявлением в поддержку Соре, считая, что разработчик в прошлом проявлял «наивность». Представитель Raw Fury заверял, что ситуация с твитами никак не повлияет на отношения компаний.
В связи со скандалом Соре дал журналу Vice интервью, в котором пытался объяснить свои взгляды. Его интересовали идея безусловного базового дохода и сосуществования людей с искусственным интеллектом, способным делать всё то же, что человек, но быстрее и лучше — например, мгновенно создавать игры, подобные той же The Last Night, без участия человека. По словам Соре, он не отвергает безусловный базовый доход, но пытается критически относиться к этой идее. Разработчик приводил в пример «О дивный новый мир» Хаксли как пример такого исследования утопии и также сравнивал The Last Night с фильмом «Гаттака». Он вновь извинялся за старые твиты с поддержкой Геймергейта и говорил, что в 2014 году искренне воспринимал это движение просто как призывы перестать оценивать игры с точки зрения «социальной прогрессивности». Он перестал использовать хэштег #Gamergate и покинул движение, когда ощутил, что оно превратилось в «окопную войну» и травлю — «я предпочитаю строить мосты, не сидеть в окопе».